# Пламен Колев
Пламен Колев е български футболист, вратар. Играе за Берое (Стара Загора) Миньор Перник,Черноморец-Бургас,Нефтохимик,Видима Раковски,Черно Море,Верея,Банско,Локомотив Горна Оряховица,Ботев-Гълъбово,Созопол,Несебър 

## Кариера
Състезавал се в „А ПФГ“ за отборите на Берое Стара Загора и Миньор Перник. Играл още и за Ботев Гълъбово. Състезава се в „Източна Б ПФГ“ за отбора Черноморец Поморие. Висок е 182 см и тежи 70 кг. Става известен с изявите си в отбора на „Берое“, които се представя много добре в „А ПФГ“ въпреки че футболистите играят почти цял сезон без да получават заплати.
Постиженията му са четвърто място на държавно първенство за юноши старша възраст 2004/05 и второ място в международния юношески турнир „Юлиян Манзаров“. Има участия в мачовете на Берое.